# Samuel Ruben
Samuel Ruben (* 14. Juli 1900 in Harrison, New Jersey; † 16. Juli 1988 in Milwaukie, Oregon) war ein US-amerikanischer Erfinder in der Elektrochemie.

## Leben
Ruben hatte keine höhere Schulbildung außer der High School. Er musste seine Familie früh durch seine Arbeit unterstützen. Samuel Ruben war Funkamateur (Amateurfunkrufzeichen 2ASP). Von 1918 bis 1921 arbeitete er für die Electrochemical Products Company. Der Physik-Professor der Columbia University, Bergen Davis (1869–1958), Berater der Electrochemical Products Co., gab ihm privat Unterricht und ließ ihn zu einigen seiner Vorlesungen zu. Bergen Davis überzeugte deren Finanzgeber Malcolm Clephane, Ruben ein privates Labor zu finanzieren, und von da an arbeitete er selbständig in eigenem Labor in New Rochelle.
Im Laufe von 60 Jahren Erfindertätigkeit erwarb er rund 300 Patente.

### Duracell
Bekannt ist er als Gründer von Duracell zusammen mit dem Geschäftsmann Philip Rogers Mallory (1885–1975), zunächst als Mallory Battery Company. Ihre Zusammenarbeit begann Anfang der 1920er Jahre und setzte sich bis zum Tod von Mallory 1975 fort. Sie vermarkteten die von Ruben 1942 für das US-Militär entwickelte Quecksilberoxid-Zink-Batterie in Knopfzellenform. Sie war kompakt und sehr robust und war bei tiefen Temperaturen einsetzbar, bei denen die bis dahin verwendeten Zink-Kohle-Zellen versagten. Während des Krieges überließ er der Regierung die Erfindung zur kostenlosen Nutzung. In den 1950er Jahren war die Ruben-Mallory-Zelle Voraussetzung für die Entwicklung der ersten implantierbaren Herzschrittmacher. Während der 1950er Jahre verbesserte er die Alkali-Mangan-Zelle.

### Erfindungen
Weitere Erfindungen von Ruben waren der trockene Aluminium-Elektrolytkondensator, den er 1925 patentierte und der wesentlich für die Entwicklung kompakterer Radioapparate war, ein Magnesium-Kupfersulfid-Gleichrichter für US-Haushalte Anfang der 1920er Jahre zum Betrieb von Radios, der die zuvor verwendeten (häufig überlaufenden) Säurebatterien ersetzte, und verschiedene Vakuumröhren, unter anderem eine 7-Sekunden-Röhre die sich so schnell vorheizte, dass man damit fast gleich nach dem Einschalten Radio hören konnte.

### Publikationen
Ruben verfasste mehrere populärwissenschaftliche Bücher, teilweise für Kinder. Von 1985 bis zu seinem Tod war er Adjunct Professor für Physik am Reed College in Portland.

### Auszeichnungen
- Er war dreifacher Ehrendoktor (Columbia University, Butler University, Polytechnic Institute Brooklyn)
- Longstreth Medal des Franklin Institute
- Acheson Medal der Electrochemical Society
- 1965 wurde er von der George Washington University zum Erfinder des Jahres ernannt.[4]
- 1982 benannte die Columbia University einen Lehrstuhl für Elektrochemie nach ihm und Peter G. Viele (dem Direktor von Duracell).